# Martin Vidović
Martin Vidović (Zažablje, 15 luglio 1953) è un arcivescovo cattolico croato.

## Biografia
Monsignor Martin Vidović è nato a Vidonje, un minuscolo villaggio nel comune di Zažablje, il 15 luglio 1953 da Ante (morto nel 1990) e Ivana (morta nel 2003). Suo padre era falegname. Ha un fratello, Jozo, un medico otorinolaringoiatra.

### Formazione e ministero sacerdotale
Ha studiato inizialmente al seminario francescano di Signo. In seguito si è trasferito a Roma per studiare filosofia e teologia. Ha poi conseguito la licenza in diritto canonico.
Dal 1975 al 1977 ha collaborato con il programma croato della Radio Vaticana. Il 1º gennaio 1983 è diventato redattore dello stesso programma. Nel 1987 è entrato in servizio presso la Segreteria di Stato della Santa Sede.
Il 28 maggio 1989 è stato ordinato presbitero per l'arcidiocesi di Spalato-Macarsca nella basilica di San Pietro in Vaticano da papa Giovanni Paolo II.
Oltre che con Radio Vaticana ha collaborato con L'Osservatore Romano, con il settimanale cattolico croato Glas Koncila dal settembre 1974 e con la Libreria Editrice Vaticana dal 1994 al 1995.
Il 6 novembre 1993 è stato nominato segretario della nunziatura apostolica in Bosnia-Erzegovina. Nel paese era allora in corso un sanguinoso conflitto. Vista la tragica situazione, il 10 settembre 1994 è entrato a servizio nella sezione per gli affari generali della Segreteria di Stato della Santa Sede e ha ripreso la collaborazione con Radio Vaticana. Il 1º ottobre 1995 ha riassunto l'incarico di segretario della nunziatura apostolica in Bosnia-Erzegovina. Il 15 aprile 1997 è stato nominato cappellano di Sua Santità.
Il 30 giugno 1999 ha lasciato l'incarico di segretario di nunziatura ed è ritornato a servizio della Segreteria di Stato della Santa Sede. Dal 2001 ha fatto parte del consiglio pastorale della Peregrinatio ad Petri Sedem. Molti pellegrini croati lo ricordano per aver permesso loro di incontrarsi con papa Giovanni Paolo II.
Ha partecipato attivamente ai preparativi e alla realizzazione dei cinque viaggi apostolici di Giovanni Paolo II nei paesi di lingua croata. Il papa si è recato in Croazia nel 1994, nel 1998 e nel 2003 e in Bosnia-Erzegovina nel 1997 e nel 2003.

### Ministero episcopale
Il 15 settembre 2004 papa Giovanni Paolo II lo ha nominato arcivescovo titolare di Nona e nunzio apostolico in Bielorussia. Ha ricevuto l'ordinazione episcopale il 21 novembre successivo dal cardinale Angelo Sodano, Segretario di Stato di Sua Santità, coconsacranti l'arcivescovo metropolita di Sarajevo Vinko Puljić e quello di Spalato-Macarsca Marin Barišić. Ha contribuito a migliorare i rapporti tra Chiesa cattolica e Governo, fino a quel momento piuttosto formali. Ha anche incontrato le famiglie di diversi prigionieri politici del regime di Aljaksandr Lukašėnka.
Il 15 luglio 2011 papa Benedetto XVI ha accettato la sua rinuncia all'incarico. È quindi tornato a Roma dove riceve incarichi occasionali dalla Santa Sede.
Oltre al croato, parla italiano, russo, francese, spagnolo e tedesco.

## Genealogia episcopale
La genealogia episcopale è:
- Cardinale Scipione Rebiba
- Cardinale Giulio Antonio Santori
- Cardinale Girolamo Bernerio, O.P.
- Arcivescovo Galeazzo Sanvitale
- Cardinale Ludovico Ludovisi
- Cardinale Luigi Caetani
- Cardinale Ulderico Carpegna
- Cardinale Paluzzo Paluzzi Altieri degli Albertoni
- Papa Benedetto XIII
- Papa Benedetto XIV
- Papa Clemente XIII
- Cardinale Marcantonio Colonna
- Cardinale Giacinto Sigismondo Gerdil, B.
- Cardinale Giulio Maria della Somaglia
- Cardinale Carlo Odescalchi, S.I.
- Vescovo Eugène de Mazenod, O.M.I.
- Cardinale Joseph Hippolyte Guibert, O.M.I.
- Cardinale François-Marie-Benjamin Richard de la Vergne
- Cardinale Pietro Gasparri
- Cardinale Clemente Micara
- Cardinale Antonio Samorè
- Cardinale Angelo Sodano
- Arcivescovo Martin Vidović